# Agrotis ruta
Agrotis ruta är en fjärilsart som beskrevs av Eduard Friedrich Eversmann 1851. Agrotis ruta ingår i släktet Agrotis och familjen nattflyn. Inga underarter finns listade i Catalogue of Life.